# Rashtrapati Bhavan
O Rashtrapati Bhavan (em português: Casa do Presidente) é a residência oficial do Presidente da Índia, localizado na região central de Nova Déli, a capital nacional. 
Trata-se de um edifício da época colonial, de quando a Índia era parte do Império Britânico. O complexo foi projetado em 1912 pelo arquiteto britânico Edwin Landseer Lutyens, autor de várias edificações em Nova Deli. Serviu como residência para os vice-reis britânicos até 1950. Atualmente é a maior residência de um chefe de estado do mundo. Levou cerca de 4 anos para ser concluída devido aos empecilhos gerados pela I Guerra Mundial. 
A suntuosa cúpula, característica da arquitetura neoclássica, teve sua altura inicial aumentada por Lord Hardinge, em 1913. Segundo Lord Hardinge, a cúpula estaria à altura do Panteão de Roma. A cúpula foi concluída em 6 de abril de 1929. 

## História
Em 1911, a capital da Índia foi transferida de Calcutá para Deli. Como os prédios e o estilo dominante na nova capital aspiravam um tom de modernidade, o arquiteto britânico Edwin Lutyens foi responsável por aplicar elementos da arquitetura indiana em harmonia com o estilo neoclássico característico dos prédios do Governo. Desta maneira, Lutyens deu destaque às cores e detalhes da fachada. Designado como residência oficial do Vice-rei da Índia, o palácio foi concluído em 1929 e inaugurado em 1931 juntamente com os demais prédios públicos de Nova Deli. 
Após a Independência da Índia, em 1947, o palácio foi preservado como residência dos chefes de Estado, recebendo sua atual denominação Rashtrapati Bhavan.

## Galeria

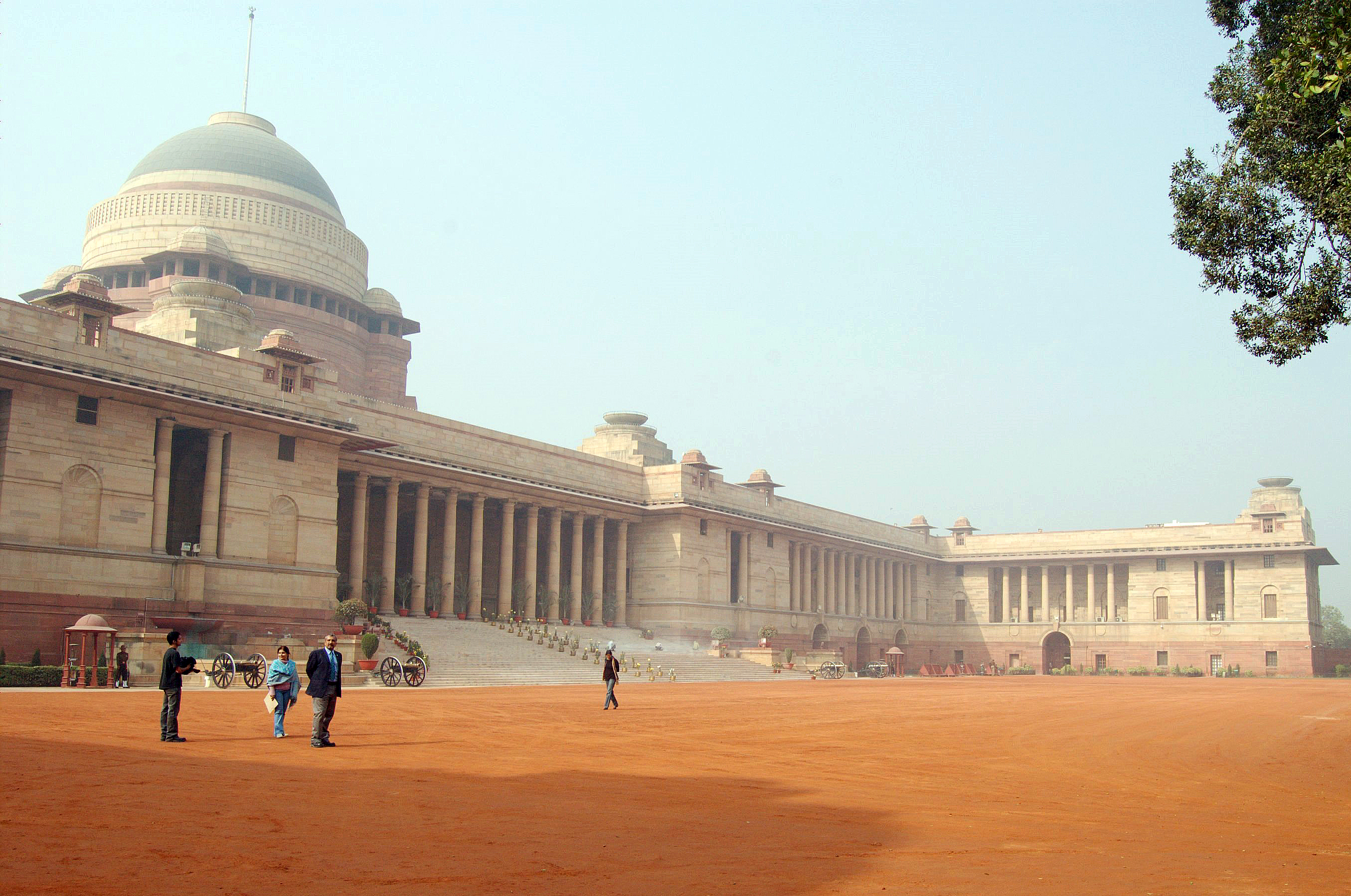
Fachada leste de Rashtrapati Bhavan
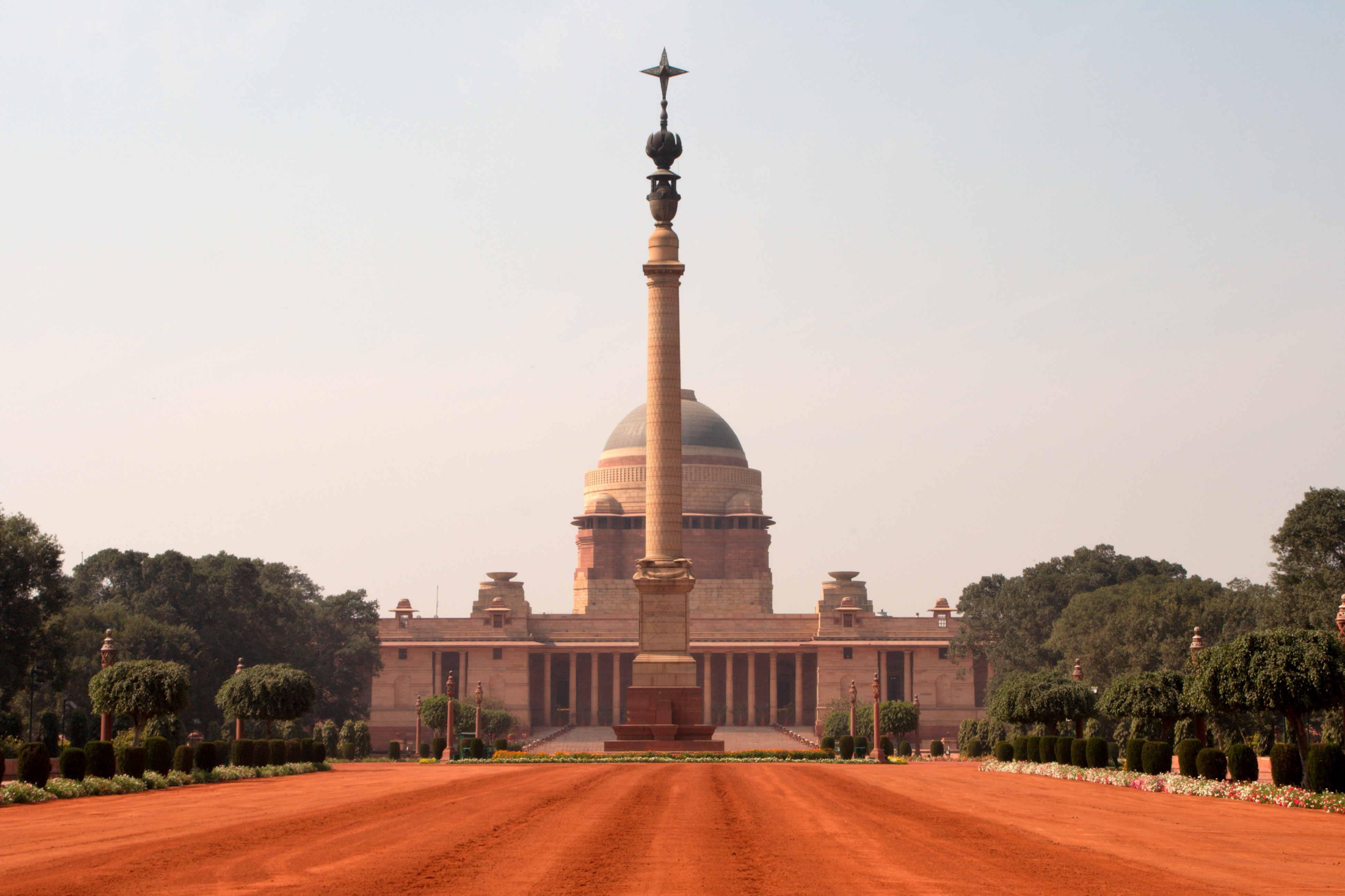
Vista frontal
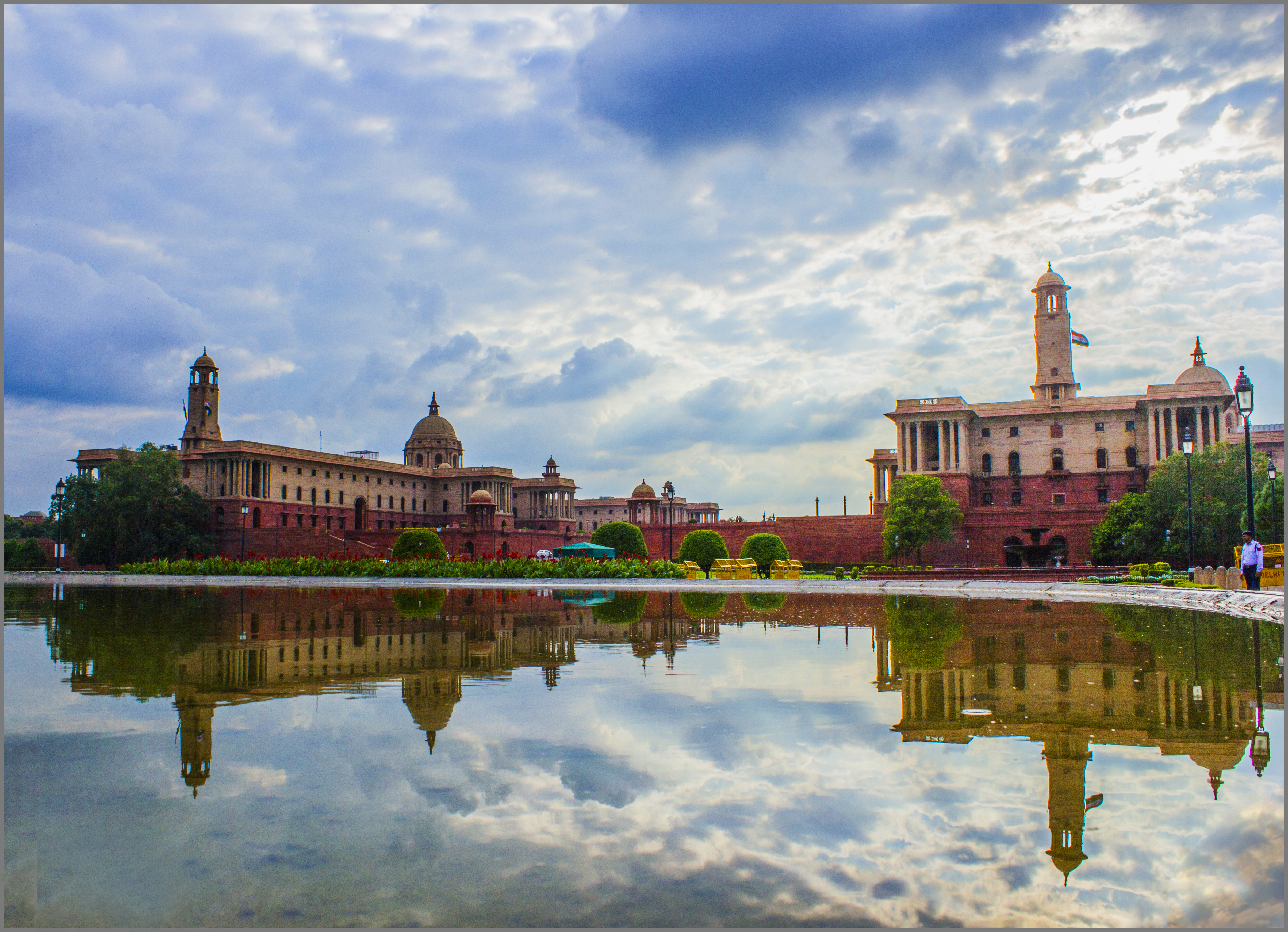
Lago artificial nos Jardins Mongóis